# Aeroportul Chino
Aeroportul Chino (IATA: CNO, ICAO: KCNO, FAA LID: CNO) este un aeroport din California, Statele Unite ale Americii. Aeroportul a fost tranzitat în 2019 de 8 pasageri.
Situat la o altitudine de 198 m, aeroportul dispune de 3 piste.

## Infrastructură

### Piste
Aeroportul dispune de 3 piste: 
- pista 03/21 din asfalt, cu dimensiunile 4.919 picioare × 150 picioare
- pista 08L/26R din asfalt, cu dimensiunile 4.858 picioare × 150 picioare
- pista 08R/26L din asfalt, cu dimensiunile 7.000 picioare × 150 picioare